# National Union of Rail, Maritime and Transport Workers
De National Union of Rail, Maritime and Transport Workers (RMT) is een Britse vakbond in de vervoersector. De RMT ontstond in 1990 door een fusie en is een van de snelst groeiende Britse vakbonden, met 81.197 leden in 2021. De RMT is aangesloten bij Trades Union Congress en is een voormalig lid van Labour. Ze wordt beschouwd als een van de meest linkse en militante vakbonden in het Verenigd Koninkrijk. Voorzitter is George Welch, terwijl Eddie Dempsey algemeen secretaris is. Zij volgden respectievelijk Alex Gordon en Mick Lynch op in 2025.